# ماركو سالفاتوري
ماركو سالفاتوري (بالإيطالية: Marco Salvatore)‏ (20 فبراير 1986 في النمسا - ) هو لاعب كرة قدم إيطالي في مركز الدفاع. شارك مع منتخب النمسا تحت 17 سنة لكرة القدم ومنتخب النمسا تحت 19 سنة لكرة القدم. أما مع النوادي، فقد لعب مع أوستريا فيينا وفيرست فيينا و1. FC Vöcklabruck ‏ وSV Horn ‏ وSK Austria Kärnten ‏.

## وصلات خارجية
- ماركو سالفاتوري على موقع قاعدة بيانات كرة القدم.إي يو (الإنجليزية)
- ماركو سالفاتوري على موقع Soccerway.com (الإنجليزية)
- ماركو سالفاتوري على موقع عالم كرة القدم.نت (الإنجليزية)